# تطور طويل الأمد (شبكات اتصالات)

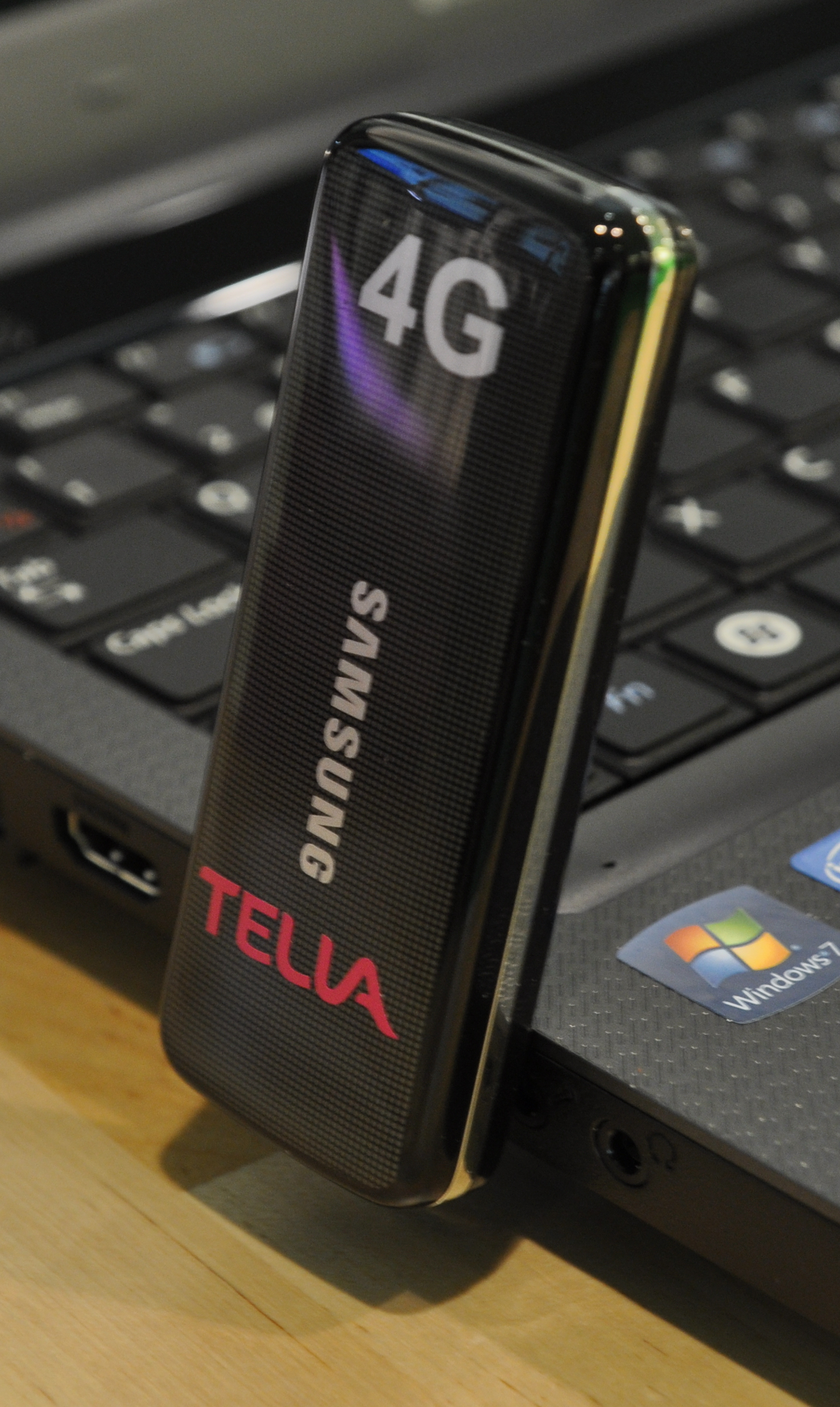

في مجال الاتصالات، يُعد التطور طويل الأمد (LTE) (بالإنجليزية: Long Term Evolution)‏، معيارًا لاتصالات النطاق العريض اللاسلكية لأجهزة الهاتف المحمول وأجهزة البيانات الطرفية، استنادًا إلى معايير GSM / EDGE وUMTS / HSPA. يعد هذا مشروعاً من تقنيات مشروع شراكة الجيل الثالث (3GPP), عاملة تحت اسم تعود علامته التجارية إلى إحدى الجمعيات ضمن المجموعة، المعهد الأوروبي لمعايير الاتصالات.
يشار إلى الجيل الحالي من شبكات الهاتف النقال بالجيل الثالث، بالرغم من أن LTE تعتمد غالباً على أنها الجيل الرابع 4G، الإصدار الأول من LTE هو في الحقيقة تقنية 3.9G لأنه لا يتوافق كلياً مع متطلبات الجيل الرابع، آي ام تي متقدم. معيار ما قبل الجيل الرابع هو خطوة نحو جيل رابع متقدم، معيار من الجيل الرابع (جيل رابع)
تقنية LTE هي معيار جديد لشبكات الجيل الرابع 4G في الاتصالات اللاسلكية للنطاق عريض الحزمة توفر سرعات عالية جداً لنقل البيانات بالمقارنة مع تقنيات ومعايير الجيل الثالث 3G.

## مميزات تقنية LTE
- زيادة الانتاجية ونقل البيانات بسرعة أكبر.
- ذات مكون منخفض.
- التوصيل والتشغيل.
- تحسين استخدامات المستخدمين.
- انخفاض تكاليف التشغيل.
- السلاسة والسرعة في البيانات السحابية.

## مبدأ عمل LTE
يعمل LTE على التقنيات الرقمية التي يعتمد عليها في الشتغيل والعمل على نقل البيانات صوت وصورة في خلية دائرة نصف قطرها بدعم يصل إلى 100 km بحيث تحتوي على محطة قاعدة BS , ويستخدم تقنية وترميز OFDM لإصدار الإرسال في الوصلات الهابطة والصاعدة لنقل البيانات حيث تعزز مرونة الطيف وفعالية التكاليف.علاوة على ذلك فإن شبكات LTE تتوافق مع التقنيات السابقة مثل GSM و UMTS التي تفيد في انخفاض تكاليف التشغيل وتغطية اوسع وتعمل دون انقطاع حيث تؤمن عملية نقل من محطة إلى أخرى “هاند اوفر” بشكل سلس ومرن بدون أي انقطاع أو مشاكل.

## نظرة على تقنية الجيل الرابع 4G والجيل الثالث 3G والفروق بينهما
أغلب مستخدمي الجوالات يعرفون ما هو الـ 3G وهو عبارة عن معايير شبكة اتصالات تسمح بسرعات أكبر لنقل البيانات من فيديو وصوت وصورة ونص. الجيل الجديد من معايير الاتصالات هو الـ 4G وهي عبارة عن معايير جديدة ومختلفة لنفس الهدف ولكن بتحسينات كثيرة، وهذا ما سنتعرف عليه في هذه المقالة.

### المعايير
الـ 4G ما زال تقنية حديثة، لذلك المعايير العالمية ما زالت في محل خلاف، وستجد كل دولة وكل شركة لها معاييرها الخاصة في تطبيق الجيل الرابع من شبكات الجوالات، أشهر المعايير المستخدمة هي LTE و WiMax وهناك تنافس بينهم.

### السرعة
أول تحسين تقدمه شبكات الـ 4G هو بالطبع السرعة، حيث تعد التقنية الجديدة بتقديم سرعة نقل بيانات أسرع بـ 4 إلى 10 مرات من الـ 3G. يصعب إعطاء أرقام هنا بحكم أن سرعة الـ 3G القصوى غير ثابتة وتختلف من دولة لدولة، ولكن بشكل عام، الـ 4G سيكون أسرع بعدة مرات بأي حال من الأحوال.

### تحسينات أخرى
السرعة هي أكثر ما يهمك كمستخدم عادي، ولكن المعايير الجديدة ستقدم عدد من التحسينات الأخرى مثل أمن وحماية أكثر، تبديل أفضل بين الأبراج والشبكات، تجوال دولي أفضل، معدل بيانات أعلى، وغيرها من التحسينات.

### التوفر
التقنية متوفرة الآن ولكن بشكل محدود جداً وفي مناطق محدودة في بعض الدول، وهي ما زالت جديدة حيث أن الـ 3G ما زال هو المسيطر والمنتشر. ويتوقع أن يبدأ انتشار الـ 4G في 2011 أو 2012. وبالطبع انتشارها بشكل كامل سيستغرق وقتاً طويلاً، لأن تحديث الشبكات مهمة ليست بالسهلة على شركات الاتصالات.

## المتطلبات
كما أنك بحاجة لجوال 3G لاستخدام شبكة 3G. أنت بحاجة لجوال 4G لاستخدام شبكة 4G، وغني عن القول أن هذا أمر نادر جداً حالياً. في تاريخ كتابة هذه المقالة، لا يوجد إلا موديل أو موديلين بخاصية الـ 4G. طبعاً الأمر لا يقتصر على الجوالات فقط، ولكن على كروت الشبكات وأجهزة اللاب توب وأي جهاز آخر يستخدم شبكات الاتصالات.
في الفترة الأولى من صدور التقنية الجديدة لن تلاحظ الكثير من التحسن مقارنة مع الـ 3G، ولكن مع الوقت، ومع توسعة شبكات الشركات وضبط المعايير، ستبدأ الفوارق والخصائص تبرز لصالح الـ 4G. حيث يتوقع أن تنتشر الشبكات الجديدة في المنازل وتكون حلاً مناسباً للاستخدام المنزلي كبديل للـ دي اس ال والكيابل خصوصاً لمن يجد صعوبة في توصيلها لمنزله.

## تقنية LTE والشركات
شهد عالم الاتصالات تطوراً متسارعاً في التقنيات والإمكانات والشركات المحترفة الناجحة هي تلك الشركات التي يحرص القائمون عليها على اللحاق بالركب وأن تكون شركاتهم في مقدمة من يوفرون آخر ما تتوصل إليه تكنولوجيا الاتصالات وشركة موبايلي فرضت نفسها خلال الفترة الماضية أنموذجاً يحتذى به عند الحديث عن ملاحقة التقنية وتقديم أحدثها للمشتركين.

## الظهور
تقنية LTE ظهرت مؤخرا في سوق الاتصالات العالمي LTE هي تقنية جديدة وتعتبر امتدادا للأجيال السابقة للهاتف المتحرك والتي بدأت بالجيل الأول أو ما كان يعرف هنا في المنطقة بالهاتف السيار والجيل الثاني GSM وهو الغالب انتشارا على المستوى العالمي والذي ابتدأ انتشاره في اوائل التسعينيات الميلادية، وهذا الجيل تميز عند ظهوره عن الجيل الأول بكونه تقنية رقمية ذات جودة أفضل وذات سعات أكبر وأمان أكثر مما كان عليه الجيل الأول، وبعد فترة من النجاح وجد أن الجيل الثاني لا يفي ببعض المتطلبات التي فرضها التطور السريع في عالم الاتصالات تقنية المعلومات وخصوصا ما يخص البيانات لذلك طُوِّر الجيل الثالث.
كما أن الجيل الثالث بحد ذاته أصبح له عدة أطوار من ناحية الامكانيات والسعات بدأت بالجيل الثالث 3G ثم تطورت إلى الجيل الثالث والنصف 3.5 G) HSDPA) ثم استحدث الجيل الثالث والنصف المطور 3.75 G وهي تقنية HSPA والتي تم تطويرها لاحقا إلى HSPA+ والمعمول بها حاليا من قبل موبايلي والتي تتيح سرعات تصل إلى 21.6 ميغابت في الثانية. وما يميز الجيل الثالث عن الجيل الثاني هو انه تقنية مختلفة CDMA مقابل TDMA، أيضا الجيل الثالث يوفر سرعات وسعات أكبر بكثير من تلك التي يوفرها الجيل الثاني. الا انه مع تزايد الطلب لخدمات النطاق العريض عبر شبكات الهاتف المتحرك وازدياد استخدامات الهواتف الذكية (مثل iPhone) بشكل كبير جدا نظرا للإمكانات الكبيرة التي وفرتها شبكات الجيل الثالث وما بعده، أصبح من الضروري تطوير تقنيات جديدة لتوفير السعات والسرعات الكافية مستقبلا لأن الجيل الثالث قد لا يفي بالمتطلبات المتزايدة والكبيرة على المدى الطويل، ومن ذلك تبنت مؤسسات التقييس المتخصصة تقنية الجيل الرابع Long Term Evolution أو ما تعرف اختصارا ب LTE وهي تقدم سرعات عالية جدا بتقنية مختلفة OFDMA باستخدام ترددات يصل عرضها إلى 20 ميجاهرتز في مراحلها الأولى بنطاقات مختلفة، وتصل سرعات الجيل الرابع في مراحله الأولى إلى 173 ميجابت بالثانية، وفي مرحلة مستقبلية سيتم زيادة هذه السرعات لتصل إلى 326 ميجابت بالثانية وفي مرحلة متقدمة جدا إلى ستصل إلى 1 جيجابت بالثانية، وستوفر تلك التقنية السعات الكافية المستقبلية على الأمد البعيد لخدمات النطاق العريض عبر شبكات الهاتف المتحرك والتي ابتدأت بشبكات الجيل الثالث وما بعده. الجدير ذكرة ان شبكات الجيل الثالث وما بعده، أحدثت ثورة في عالم الاتصالات وتقنية المعلومات فيما يخص النطاق العريض مشابهة لتلك التي احدثتها شبكات الجيل الثاني GSM في التسعينيات الميلادية للمكالمات الهاتفية.

## الوضع الحالي
يتضمن المعيار:
- ذروة معدلات تنزيل 326.4 Mbit/s بالنسبة لهوائيات 4x4، و172.8 Mbit/s لهوائيات 2x2 (بتخصيص 20 MHz من الطيف الترددي).[2]
- ذروة معدلات رفع 86.4 Mbit/s لكل 20 MHz من الطيف الترددي باستعمال هوائي واحد.[2]
- تم تعريف خمسة أصناف طرفية من يدءً من صنف مركزية الصوت وحتى النهاية الطرفية العليا التي تدعم معدلات بيانات الذروة. جميع الطرفيات ستكون قادرة على معالجة نطاق ترددي، 20 MHz.
- على الأقل 200 مستخدمون نشطون في كل خلية 5 MHz. (على وجه الخصوص، 200 عميل بيانات نشط)
- أقل من 5 ميلي ثانية كمون (تأخير زمني)في حزم بروتوكول إنترنت الصغيرة
- مرونة في زيادة الطيف الترددي، مع دعم شرائح طيفية نزولا حتى 1.4 MHz وصعودا حتى 20 MHz (النظام العالمي للاتصالات المتنقلة يتطلب شرائح 5 MHz
- دعم جيد للحركية يتعامل مع سرعات تصل إلى 350 km/h, أو حتى 500 km/h, اعتمادا على النطاق الترددي المستخدم.[3]

## الحزم الترددية وعرض نطاقات القناة
| E-UTRA حزمة التشغيل | الرفع (UL) حزمة التشغيل بالميغاهرتز BS استقبال UE إرسال | التنزيل (DL) حزمة التشغيل بالميغاهرتز BS إرسال UE استقبال | الاتجاه المزدوج | عرض نطاقات القناة (ميغا هرتز) | الاسم                                                         | المناطق                                  |
| ------------------- | ------------------------------------------------------- | --------------------------------------------------------- | --------------- | ----------------------------- | ------------------------------------------------------------- | ---------------------------------------- |
| I (1)               | 1920 إلى 1980                                           | 2110 إلى 2170                                             | FDD             | 5, 10, 15, 20                 | UMTS IMT, "2100"                                              | اليابان، أوروبا، آسيا                    |
| II (2)              | 1850 إلى 1910                                           | 1930 إلى 1990                                             | FDD             | 1.4, 3, 5, 10, 15, 20         | خدمة الاتصالات الشخصية، "1900"                                | كندا، الولايات المتحدة، أمريكا اللاتينية |
| III (3)             | 1710 إلى 1785                                           | 1805 إلى 1880                                             | FDD             | 1.4, 3, 5, 10, 15, 20         | شبكة خلوية، "1800"                                            | فنلندا، هونغ كونغ                        |
| IV (4)              | 1710 إلى 1755                                           | 2110 إلى 2155                                             | FDD             | 1.4, 3, 5, 10, 15, 20         | AWS, "1.7/2.1 GHz"                                            | كندا، الولايات المتحدة، أمريكا اللاتينية |
| V (5)               | 824 إلى 849                                             | 869 إلى 894                                               | FDD             | 1.4, 3, 5, 10                 | Cellular 850, UMTS850                                         | كندا، الولايات المتحدة، أستراليا         |
| VI (6)              | 830 إلى 840                                             | 875 إلى 885                                               | FDD             | 5, 10                         | UMTS800                                                       | اليابان                                  |
| VII (7)             | 2500 إلى 2570                                           | 2620 إلى 2690                                             | FDD             | 5, 10, 15, 20                 | IMT-E, "2.6 GHz"                                              | أوروبا                                   |
| VIII (8)            | 880 إلى 915                                             | 925 إلى 960                                               | FDD             | 1.4, 3, 5, 10                 | النظام العالمي للإتصالات المتنقلة، UMTS900, EGSM900           | أوروبا، أمريكا اللاتينية                 |
| IX (9)              | 1749.9 إلى 1784.9                                       | 1844.9 إلى 1879.9                                         | FDD             | 5, 10, 15, 20                 | UMTS1700                                                      | كندا، الولايات المتحدة، اليابان          |
| X (10)              | 1710 إلى 1770                                           | 2110 إلى 2170                                             | FDD             | 5, 10, 15, 20                 | النظام العالمي للاتصالات المتنقلة، جيل ثالث (اتصالات لاسلكية) | البرازيل، الاورغواي، الإكوادور، بيرو     |
| XI (11)             | 1427.9 إلى 1452.9                                       | 1475.9 إلى 1500.9                                         | FDD             | 5, 10, 15, 20                 | PDC                                                           | اليابان (سوفتبانك، KDDI, دوكومو)         |
| XII (12)            | 698 إلى 716                                             | 728 إلى 746                                               | FDD             | 1.4, 3, 5, 10                 |                                                               |                                          |
| XIII (13)           | 777 إلى 787                                             | 746 إلى 756                                               | FDD             | 1.4, 3, 5, 10                 | Verizon's 700 Block C ‏                                        |                                          |
| XIV (14)            | 788 إلى 798                                             | 758 إلى 768                                               | FDD             | 1.4, 3, 5, 10                 | 700 Block D ‏                                                  |                                          |
| XVII (17)           | 704 إلى 716                                             | 734 إلى 746                                               | FDD             | 1.4, 3, 5, 10                 | AT&T's 700 Block B ‏                                           |                                          |
| XXXIII (33)         | 1900 إلى 1920                                           | 1900 إلى 1920                                             | TDD             | 5, 10, 15, 20                 |                                                               |                                          |
| XXXIV (34)          | 2010 إلى 2025                                           | 2010 إلى 2025                                             | TDD             | 5, 10, 15                     |                                                               |                                          |
| XXXV (35)           | 1850 إلى 1910                                           | 1850 إلى 1910                                             | TDD             | 1.4, 3, 5, 10, 15, 20         |                                                               |                                          |
| XXXVI (36)          | 1930 إلى 1990                                           | 1930 إلى 1990                                             | TDD             | 1.4, 3, 5, 10, 15, 20         |                                                               |                                          |
| XXXVII (37)         | 1910 إلى 1930                                           | 1910 إلى 1930                                             | TDD             | 5, 10, 15, 20                 |                                                               |                                          |
| XXXVIII (38)        | 2570 إلى 2620                                           | 2570 إلى 2620                                             | TDD             | 5, 10                         |                                                               | أوروبا                                   |
| XXXIX (39)          | 1880 إلى 1920                                           | 1880 إلى 1920                                             | TDD             | 5, 10, 15, 20                 |                                                               |                                          |
| XL (40)             | 2300 إلى 2400                                           | 2300 إلى 2400                                             | TDD             | 10, 15, 20                    | IMT-2000                                                      | الصين                                    |

## اقرأ أيضًا
- سرعة النفاذ للحزم